# ブルームーン (ビール)
ブルームーン（英語: Blue Moon）は米国のミラークアーズ社産の白ビールで、ベルギースタイルとして売り出している。ベルギーのブリュッセル大学で醸造の博士号を取得したキース・ヴィラ（Keith Villa）が、1995年にコロラド州ゴールデンで始めている。  
もともとはコロラド州クアーズ・フィールド（モルソン・クアーズ所有）で醸造されていた。その後カナダのモントリオールのモルソン社で醸造されたビールは米国やその他外国へ輸出されて「ブルームーン」と呼ばれ、カナダでは「ベルギー・ビール」と呼ばれている。現在、ブルームーン醸造会社はモルソン・クアーズ社のクラフトビール・輸入部門の子会社になっている。
日本ではコリアンダーやオレンジピールが含まれているため発泡酒扱いとなっている。 販売はモルソン・クアーズの日本法人が定番商品である『BELGIAN WHITE』を輸入していたが、2021年の事業終了により一時販売停止。その後、2022年10月に白鶴酒造が日本国内での独占輸入販売契約を取得、2023年3月31日より販売が再開された。